# Oscar-díj a legjobb eredeti forgatókönyvnek
Az Oscar-díj a legjobb eredeti forgatókönyvnek az Oscar-díj, amit a legjobb olyan forgatókönyv kaphat, ami nem más történet adaptációja. 1940 előtt egyetlen Oscar-díj a legjobb eredeti történetnek létezett. 1940-ben ez a díj és az Oscar-díj a legjobb eredeti forgatókönyvnek két díjjá lett különválasztva. 1957-től pedig már csak a forgatókönyvért járó díj létezett.

## Győztesek és jelöltek
A kialakult gyakorlat szerint a filmek a megjelenés dátuma szerint kerülnek listázásra: például az „1999 legjobb forgatókönyvírója” Oscar-díját a 2000-es díjosztó ceremónián hirdették ki. Az alábbi listában minden évnél az első helyen a győztes áll, őt követi a többi jelölt.

### 1940-es évek
| A botcsinálta kormányzó | The Great McGinty                | Preston Sturges                                                                        | [ 2 ]                |                      |                      |                      |
| A 606. kísérlet         | Dr. Ehrlich's Magic Bullet       | Norman Burnside, Heinz Herald és John Huston                                           | [ 2 ]                |                      |                      |                      |
|                         | Angels over Broadway             | Ben Hecht                                                                              | [ 2 ]                |                      |                      |                      |
| Boszorkánykonyha        | Foreign Correspondent            | Charles Bennett és Joan Harrison                                                       | [ 2 ]                |                      |                      |                      |
| A diktátor              | The Great Dictator               | Charlie Chaplin                                                                        | [ 2 ]                |                      |                      |                      |
| 1941 (14. gála)         |                                  |                                                                                        |                      |                      |                      |                      |
| Aranypolgár             | Citizen Kane                     | Herman J. Mankiewicz és Orson Welles                                                   | [ 3 ]                |                      |                      |                      |
| Erről álmodik a lány    | Tom, Dick and Harry              | Paul Jarrico                                                                           | [ 3 ]                |                      |                      |                      |
|                         | Tall, Dark and Handsome          | Karl Tunberg és Darrell Ware                                                           | [ 3 ]                |                      |                      |                      |
|                         | The Devil and Miss Jones         | Norman Krasna                                                                          | [ 3 ]                |                      |                      |                      |
| York őrmester           | Sergeant York                    | Harry Chandlee, Abem Finkel, John Huston és Howard Koch                                | [ 3 ]                |                      |                      |                      |
| 1942 (15. gála)         |                                  |                                                                                        |                      |                      |                      |                      |
| Az év asszonya          | Woman of the Year                | Ring Lardner Jr és Michael Kanin                                                       | [ 4 ]                |                      |                      |                      |
|                         | One of Our Aircraft Is Missing   | Micheal Powell és Emeric Pressburger                                                   | [ 4 ]                |                      |                      |                      |
|                         | The War Against Mrs. Hadley      | George Oppenheimer                                                                     | [ 4 ]                |                      |                      |                      |
| Út Marokkóba            | Road to Morocco                  | Frank Butler és Don Hartman                                                            | [ 4 ]                |                      |                      |                      |
|                         | Wake Island                      | W. R. Burnett és Frank Butler                                                          | [ 4 ]                |                      |                      |                      |
| 1943 (16. gála)         |                                  |                                                                                        |                      |                      |                      |                      |
|                         | Princess O'Rourke                | Norman Krasna                                                                          | [ 5 ]                |                      |                      |                      |
| Angyalok a tűzvonalban  | So Proudly We Hail!              | Alan Scott                                                                             | [ 5 ]                |                      |                      |                      |
| Észak csillaga          | The North Star                   | Lillian Hellman                                                                        | [ 5 ]                |                      |                      |                      |
| A légierő               | Air Force                        | Dudley Nichols                                                                         | [ 5 ]                |                      |                      |                      |
| Rendületlenül           | In Which We Serve                | Noël Coward                                                                            | [ 5 ]                |                      |                      |                      |
| 1944 (17. gála)         |                                  |                                                                                        |                      |                      |                      |                      |
|                         | Wilson                           | Lamar Trotti                                                                           | [ 6 ]                |                      |                      |                      |
| Csoda a Morgan-pataknál | The Miracle of Morgan's Creek    | Preston Surges                                                                         | [ 6 ]                |                      |                      |                      |
| Csókos tengerész        | Two Girls and a Sailor           | Richard Connell és Glays Lehman                                                        | [ 6 ]                |                      |                      |                      |
| Üdv a győztesnek        | Hail the Conquering Hero         | Preston Surges                                                                         | [ 6 ]                |                      |                      |                      |
|                         | Wing and a Prayer                | Jerome Cady                                                                            | [ 6 ]                |                      |                      |                      |
| 1945 (18. gála)         |                                  |                                                                                        |                      |                      |                      |                      |
|                         | Marie-Louise                     | Richard Schweizer                                                                      | [ 6 ]                |                      |                      |                      |
|                         | Dillinger                        | Philp Yordon                                                                           | [ 6 ]                |                      |                      |                      |
| Mindenki muzsikája      | Music for Millions               | Myles Connolly                                                                         | [ 6 ]                |                      |                      |                      |
|                         | Salty O’Rourke                   | Milton Holmes                                                                          | [ 6 ]                |                      |                      |                      |
|                         | What Next, Corporal Hargrove?    | Harry Kurnitz                                                                          | [ 6 ]                |                      |                      |                      |
| 1946 (19. gála)         |                                  |                                                                                        |                      |                      |                      |                      |
|                         | The Seventh Veil                 | Muriel és Sydney Box                                                                   | [ 7 ]                |                      |                      |                      |
| Forgószél               | Notorious                        | Ben Hecht                                                                              | [ 7 ]                |                      |                      |                      |
| Kék dália               | The Blue Dahlia                  | Raymond Chandler                                                                       | [ 7 ]                |                      |                      |                      |
|                         | Road to Utopia                   | Melvin Frank és Norman Panama                                                          | [ 7 ]                |                      |                      |                      |
| Szerelmek városa        | Children of Paradise             | Jacques Prévert                                                                        | [ 7 ]                |                      |                      |                      |
| 1947 (20. gála)         |                                  |                                                                                        |                      |                      |                      |                      |
|                         | The Bachelor and the Bobby-Soxer | Sidney Sheldon                                                                         | [ 8 ]                |                      |                      |                      |
| Test és lélek           | Body and Soul                    | Abraham Polonsky                                                                       | [ 8 ]                |                      |                      |                      |
| Kettős élet             | A Double Life                    | Ruth Gordon és Garson Kanin                                                            | [ 8 ]                |                      |                      |                      |
|                         | Monsieur Verdoux                 | Charlie Chaplin                                                                        | [ 8 ]                |                      |                      |                      |
| Fiúk a rács mögött      | Sciuscià                         | Sergio Amidei, Adolfo Franci, C. G. Viola és Cesare Zavattini                          | [ 8 ]                |                      |                      |                      |
| 1948 (21. gála)         | Nem adták át a díjat             | Nem adták át a díjat                                                                   | Nem adták át a díjat | Nem adták át a díjat | Nem adták át a díjat | Nem adták át a díjat |
| 1949 (22. gála)         |                                  |                                                                                        |                      |                      |                      |                      |
| Csatatér                | Battleground                     | Robert Pirosh                                                                          | [ 10 ]               |                      |                      |                      |
|                         | Jolson Sings Again               | Sidney Buchman                                                                         | [ 10 ]               |                      |                      |                      |
|                         | Paisà                            | Sergio Amidei, Federico Fellini, Alfred Hayes, Marcello Pagliero és Roberto Rossellini | [ 10 ]               |                      |                      |                      |
|                         | The Quiet One                    | Helen Levitt, Janice Loeb és Sidney Meyers                                             | [ 10 ]               |                      |                      |                      |
| Útlevél Pimlicóba       | Passport to Pimlico              | T. E. B. Clarke                                                                        | [ 10 ]               |                      |                      |                      |

### 1950-es évek
| Év                             | Magyar cím                          | Eredeti cím                                                                                 | Forgatókönyvíró(k)                               | Ref.   |
| 1950 (23. gála)                |                                     |                                                                                             |                                                  |        |
| ------------------------------ | ----------------------------------- | ------------------------------------------------------------------------------------------- | ------------------------------------------------ | ------ |
| 1950 (23. gála)                | Alkony sugárút                      | Sunset Boulevard                                                                            | Charles Brackett, D. M. Marshman és Billy Wilder | [ 12 ] |
| 1950 (23. gála)                | Ádám bordája                        | Adam's Rib                                                                                  | Ruth Gordon és Garson Kanin                      | [ 12 ] |
| 1950 (23. gála)                |                                     | Caged                                                                                       | Virginia Kellogg és Bernard C. Schoenfeld        | [ 12 ] |
| 1950 (23. gála)                | Férfisors                           | The Men                                                                                     | Carl Foreman                                     | [ 12 ] |
| 1950 (23. gála)                | Nincs kiút                          | No Way Out                                                                                  | Joseph L. Mankiewicz és Lesser Samuels           | [ 12 ] |
| 1951 (24. gála)                |                                     |                                                                                             |                                                  |        |
| Egy amerikai Párizsban         | An American in Paris                | Alan Jay Lerner                                                                             | [ 14 ]                                           |        |
| A nagy karnevál                | Ace in the Hole                     | Walter Newman, Lesser Samuels és Billy Wilder                                               | [ 14 ]                                           |        |
|                                | David and Bathsheba                 | Philip Dunne                                                                                | [ 14 ]                                           |        |
|                                | Go for Broke!                       | Robert Pirosh                                                                               | [ 14 ]                                           |        |
|                                | The Well                            | Clarence Greene és Russell Rouse                                                            | [ 14 ]                                           |        |
| 1952 (25. gála)                |                                     |                                                                                             |                                                  |        |
| A Levendula-dombi csőcselék    | The Lavender Hill Mob               | T. E. B. Clarke                                                                             | [ 15 ]                                           |        |
|                                | Breaking the Sound Barrier          | Terence Rattigan                                                                            | [ 15 ]                                           |        |
| Pat és Mike                    | Pat and Mike                        | Ruth Gordon és Garson Kanin                                                                 | [ 15 ]                                           |        |
|                                | The Atomic City                     | Sydney Boehm                                                                                | [ 15 ]                                           |        |
| Viva Zapata!                   | Viva Zapata!                        | John Steinbeck                                                                              | [ 15 ]                                           |        |
| 1953 (26. gála)                |                                     |                                                                                             |                                                  |        |
| Titanic                        | Titanic                             | Charles Brackett, Richard L. Breen és Walter Reisch                                         | [ 16 ]                                           |        |
| Foglald el a fennsíkot!        | Take the High Ground!               | Millard Kaufman                                                                             | [ 16 ]                                           |        |
| A meztelen nyom                | The Naked Spur                      | Harold Jack Bloom és Sam Rolfe                                                              | [ 16 ]                                           |        |
| Sivatagi patkányok             | The Desert Rats                     | Richard Murphy                                                                              | [ 16 ]                                           |        |
| A zenevonat                    | The Band Wagon                      | Betty Comden és Adolph Green                                                                | [ 16 ]                                           |        |
| 1954 (27. gála)                |                                     |                                                                                             |                                                  |        |
| A rakparton                    | On the Waterfront                   | Budd Schulberg                                                                              | [ 17 ]                                           |        |
| Glenn Miller élete             | The Glenn Miller Story              | Oscar Brodney és Valentine Davies                                                           | [ 17 ]                                           |        |
| Kopogd le a fán!               | Knock on Wood                       | Melvin Frank és Norman Panama                                                               | [ 17 ]                                           |        |
| Különös kirándulás             | Genevieve                           | William Rose                                                                                | [ 17 ]                                           |        |
| Mezítlábas grófnő              | The Barefoot Contessa               | Joseph L. Mankiewicz                                                                        | [ 17 ]                                           |        |
| 1955 (28. gála)                |                                     |                                                                                             |                                                  |        |
| Félbeszakadt dallam            | Interrupted Melody                  | Sonya Levien és William Ludwig                                                              | [ 21 ]                                           |        |
| Hulot úr nyaral                | Les vacances de Monsieur Hulot      | Henri Marquet és Jacques Tati                                                               | [ 21 ]                                           |        |
| Mindig szép az idő             | It's Always Fair Weather            | Betty Comden és Adolph Green                                                                | [ 21 ]                                           |        |
|                                | The Court-Martial of Billy Mitchell | Emmet Lavery és Milton Sperling                                                             | [ 21 ]                                           |        |
|                                | The Seven Little Foys               | Jack Rose és Melville Shavelson                                                             | [ 21 ]                                           |        |
| 1956 (29. gála)                |                                     |                                                                                             |                                                  |        |
| A piros léggömb                | The Red Balloon                     | Albert Lamorisse                                                                            | [ 23 ]                                           |        |
| Betörő az albérlőm             | The Ladykillers                     | William Rose                                                                                | [ 23 ]                                           |        |
|                                | Julie                               | Andrew L. Stone                                                                             | [ 23 ]                                           |        |
| Országúton                     | La Strada                           | Federico Fellini és Tullio Pinelli                                                          | [ 23 ]                                           |        |
|                                | The Bold and the Brave              | Robert Lewin                                                                                | [ 23 ]                                           |        |
| 1957 (30. gála)                |                                     |                                                                                             |                                                  |        |
| Formatervezett nő              | Designing Woman                     | George Wells                                                                                | [ 24 ]                                           |        |
| Bádogcsillag (A seriffjelvény) | The Tin Star                        | Dudley Nichols (forgatókönyv)Joel Kane és Barney Slater (sztori)                            | [ 24 ]                                           |        |
| A bikaborjak                   | I Vitelloni                         | Federico Fellini és Ennio Flaiano (forgatókönyv)Fellini, Flaiano és Tullio Pinelli (sztori) | [ 24 ]                                           |        |
| Az ezerarcú ember              | Man of a Thousand Faces             | Robert Wright Campbell, Ivan Goff és Ben Roberts (forgatókönyv)Ralph Wheelwright (sztori)   | [ 24 ]                                           |        |
| Mókás arc                      | Funny Face                          | Leonard Gershe                                                                              | [ 24 ]                                           |        |
| 1958 (31. gála)                |                                     |                                                                                             |                                                  |        |
| A megbilincseltek              | The Defiant Ones                    | Nedrick Young és Harold Jacob Smith                                                         | [ 28 ]                                           |        |
| A birkaember                   | The Sheepman                        | William Bowers és James Edward Grant                                                        | [ 28 ]                                           |        |
| Magányos apuka megosztaná      | Houseboat                           | Jack Rose és Melville Shavelson                                                             | [ 28 ]                                           |        |
| A nagy riport                  | Teacher's Pet                       | Fay Kanin és Michael Kanin                                                                  | [ 28 ]                                           |        |
|                                | The Goddess                         | Paddy Chayefsky                                                                             | [ 28 ]                                           |        |
| 1959 (32. gála)                |                                     |                                                                                             |                                                  |        |
| Párnacsaták                    | Pillow Talk                         | Stanley Shapiro és Maurice Richlin (forgatókönyv)Clarence Greene és Russell Rouse (sztori)  | [ 36 ]                                           |        |
| Észak-Északnyugat              | North by Northwest                  | Ernest Lehman                                                                               | [ 36 ]                                           |        |
| Fehérnemű hadművelet           | Operation Petticoat                 | Stanley Shapiro és Maurice Richlin (forgatókönyv)Paul King és Joseph Stone (sztori)         | [ 36 ]                                           |        |
| A nap vége                     | Smultronstället                     | Ingmar Bergman                                                                              | [ 36 ]                                           |        |
| Négyszáz csapás                | Les quatre cents coups              | Marcel Moussy és François Truffaut                                                          | [ 36 ]                                           |        |

### 1960-as évek
| Év                                             | Magyar cím                                     | Eredeti cím | Forgatókönyvíró(k)                                                   | Ref.   |
| 1960 (33. gála)                                |                                                | |                                                                      |        |
| ---------------------------------------------- | ---------------------------------------------- | --- | -------------------------------------------------------------------- | ------ |
| 1960 (33. gála)                                | Legénylakás                                    | The Apartment | I. A. L. Diamond és Billy Wilder                                     | [ 37 ] |
| 1960 (33. gála)                                | A dühös csend                                  | The Angry Silence | Bryan Forbes (forgatókönyv)Michael Craig és Richard Gregson (sztori) | [ 37 ] |
| 1960 (33. gála)                                | Az élet körülményei                            | The Facts of Life | Melvin Frank és Norman Panama                                        | [ 37 ] |
| 1960 (33. gála)                                | Szerelmem, Hirosima                            | Hiroshima, Mon Amour | Marguerite Duras                                                     | [ 37 ] |
| 1960 (33. gála)                                | Vasárnap soha                                  | Never on Sunday | Jules Dassin                                                         | [ 37 ] |
| 1961 (34. gála)                                |                                                | |                                                                      |        |
| Ragyogás a fűben                               | Splendor in the Grass                          | William Inge | [ 39 ]                                                               |        |
| Ballada a katonáról                            | Ballada o soldate                              | Grigorij Csuhraj és Valentyin Jezsov | [ 39 ]                                                               |        |
| Az édes élet                                   | La Dolce Vita                                  | Federico Fellini, Ennio Flaiano, Tullio Pinelli és Brunello Rondi                                                                            | [ 39 ]                                                               |        |
| Jer vissza, szerelmem!                         | Lover Come Back                                | Paul Henning és Stanley Shapiro | [ 39 ]                                                               |        |
| Rovere tábornok                                | Il generale Della Rovere                       | Sergio Amidei, Diego Fabbi és Indro Montanelli                                                                                               | [ 39 ]                                                               |        |
| 1962 (35. gála)                                |                                                | | [ 39 ]                                                               |        |
| Válás olasz módra                              | Divorzio all'italiana                          | Ennio de Concini, Pietro Germi és Alfredo Giannetti                                                                                          | [ 40 ]                                                               |        |
| Egy kis ravaszság                              | That Touch of Mink                             | Nate Monaster és Stanley Shapiro | [ 40 ]                                                               |        |
| Freud: a titkos szenvedély                     | Freud: The Secret Passion                      | Charles Kaufman és Wolfgang Reinhardt (forgatókönyv)Kaufman (sztori)                                                                         | [ 40 ]                                                               |        |
| Tavaly Marienbadban                            | L’année dernière à Marienbad                   | Alain Robbe-Grillet | [ 40 ]                                                               |        |
| Tükör által homályosan                         | Såsom i en spegel                              | Ingmar Bergman | [ 40 ]                                                               |        |
| 1963 (36. gála)                                |                                                | |                                                                      |        |
| A vadnyugat hőskora                            | How the West Was Won                           | James Webb | [ 41 ]                                                               |        |
| 8½                                             | 8½                                             | Federico Fellini, Ennio Flaiano, Tullio Pinelli és Brunello Rondi                                                                            | [ 41 ]                                                               |        |
| Amerika, Amerika                               | America America                                | Elia Kazan | [ 41 ]                                                               |        |
| Nápoly négy napja                              | Le quattro giornate di Napoli                  | Carlo Bernari, Pasquale Festa Campanile, Massimo Franciosa és Nanni Loy (forgatókönyv) Campanile, Franciosa, Loy és Vasco Pratolini (sztori) | [ 41 ]                                                               |        |
| Szerelem a megfelelő idegennel                 | Love with the Proper Stranger                  | Arnold Schulman | [ 41 ]                                                               |        |
| 1964 (37. gála)                                |                                                | |                                                                      |        |
| Lúd atya                                       | Father Goose                                   | Peter Stone és Frank Tarloff (forgatókönyv)S. H. Barnett (sztori)                                                                            | [ 42 ]                                                               |        |
| Egy krumpli, két krumpli                       | One Potato, Two Potato                         | Orville H. Hampton (forgatókönyv)Raphael Hayes (sztori)                                                                                      | [ 42 ]                                                               |        |
| Egy nehéz nap éjszakája                        | A Hard Day's Night                             | Alun Owen | [ 42 ]                                                               |        |
| Elvtársak                                      | I compagni                                     | Age Monicelli, Mario Monicelli és Furio Scarpelli                                                                                            | [ 42 ]                                                               |        |
| Riói kaland                                    | L'Homme de Rio                                 | Daniel Boulanger, Philippe de Broca, Ariane Mnouchkine és Jean-Paul Rappeneau                                                                | [ 42 ]                                                               |        |
| 1965 (38. gála)                                |                                                | |                                                                      |        |
| Darling                                        | Darling                                        | Frederic Raphael | [ 43 ]                                                               |        |
| Azok a csodálatos férfiak a repülő masináikban | Those Magnificent Men in Their Flying Machines | Ken Annakin és Jack Davies | [ 43 ]                                                               |        |
| Casanova ’70                                   | Casanova 70                                    | Agenore Incrocci, Suso Cecchi D’Amico, Tonino Guerra, Mario Monicelli, Scarpelli Monicelli, Giorgio Salvioni és Furio Scarpelli              | [ 43 ]                                                               |        |
| Cherbourgi esernyők                            | The Umbrellas of Cherbourg                     | Jacques Demy | [ 43 ]                                                               |        |
| A vonat                                        | The Train                                      | Franklin Coen és Frank Davis | [ 43 ]                                                               |        |
| 1966 (39. gála)                                |                                                | |                                                                      |        |
| Egy férfi és egy nő                            | Un homme et une femme                          | Claude Lelouch és Pierre Uytterhoeven (forgatókönyv)Lelouch (sztori)                                                                         | [ 44 ]                                                               |        |
| Khartoum – A Nílus városa                      | Khartoum                                       | Robert Ardrey | [ 44 ]                                                               |        |
| Meztelen préda                                 | The Naked Prey                                 | Clinkt Johnston és Don Peters | [ 44 ]                                                               |        |
| Nagyítás                                       | Blowup                                         | Michelangelo Antonioni, Edward Bond és Tonino Guerra (forgatókönyv)Antonioni (sztori)                                                        | [ 44 ]                                                               |        |
| Sógorom a zugügyvéd                            | The Fortune Cookie                             | I. A. L. Diamond és Billy Wilder | [ 44 ]                                                               |        |
| 1967 (40. gála)                                |                                                | |                                                                      |        |
| Találd ki, ki jön vacsorára!                   | Guess Who's Coming to Dinner                   | William Rose | [ 45 ]                                                               |        |
| Bonnie és Clyde                                | Bonnie and Clyde                               | Robert Benton és David Newman | [ 45 ]                                                               |        |
| Válás amerikai módra                           | Divorce American Style                         | Norman Lear (forgatókönyv)Robert Kaufman (sztori)                                                                                            | [ 45 ]                                                               |        |
| A háborúnak vége                               | La Guerre Est Finie                            | Jorge Semprún | [ 45 ]                                                               |        |
| Ketten az úton                                 | Two for the Road                               | Frederic Raphael | [ 45 ]                                                               |        |
| 1968 (41. gála)                                |                                                | |                                                                      |        |
| Producerek                                     | The Producers                                  | Mel Brooks | [ 46 ]                                                               |        |
| 2001: Űrodüsszeia                              | 2001: A Space Odyssey                          | Arthur C. Clarke és Stanley Kubrick | [ 46 ]                                                               |        |
| Az algíri csata                                | La battaglia di Algeri                         | Gillo Pontecorvo és Franco Solinas | [ 46 ]                                                               |        |
| Arcok                                          | Faces                                          | John Cassavetes | [ 46 ]                                                               |        |
| Forró milliók                                  | Hot Millions                                   | Peter Ustinov és Iro Wallach | [ 46 ]                                                               |        |
| 1969 (42. gála)                                |                                                | |                                                                      |        |
| Butch Cassidy és a Sundance kölyök             | Butch Cassidy and the Sundance Kid             | William Goldman | [ 47 ]                                                               |        |
| Bob és Carol és Ted és Alice                   | Bob & Carol & Ted & Alice                      | Paul Mazursky és Larry Tucker | [ 47 ]                                                               |        |
| Elátkozottak                                   | La caduta degli dei                            | Nicola Badalucco, Enrico Medioli és Luchino Visconti (forgatókönyv)Badalucco (sztori)                                                        | [ 47 ]                                                               |        |
| Szelíd motorosok                               | Easy Rider                                     | Peter Fonda, Dennis Hopper és Terry Southern                                                                                                 | [ 47 ]                                                               |        |
| Vad banda                                      | The Wild Bunch                                 | Walon Green és Sam Peckinpah (forgatókönyv)Green és Roy N. Sickner (sztori)                                                                  | [ 47 ]                                                               |        |

### 1970-es évek
| Év                                                    | Magyar cím                                 | Eredeti cím                                                                                         | Forgatókönyvíró(k)                                            | Ref.   |
| 1970 (43. gála)                                       |                                            | |                                                               |        |
| ----------------------------------------------------- | ------------------------------------------ | --------------------------------------------------------------------------------------------------- | ------------------------------------------------------------- | ------ |
| 1970 (43. gála)                                       | A tábornok                                 | Patton                                                                                              | Francis Ford Coppola és Edmund North                          | [ 48 ] |
| 1970 (43. gála)                                       | Éjszakám Maudnál                           | My Night at Maud's                                                                                  | Éric Rohmer                                                   | [ 48 ] |
| 1970 (43. gála)                                       | Joe                                        | Joe                                                                                                 | Norman Wexler                                                 | [ 48 ] |
| 1970 (43. gála)                                       | Love Story                                 | Love Story                                                                                          | Enrich Segal                                                  | [ 48 ] |
| 1970 (43. gála)                                       | Öt könnyű darab                            | Five Easy Pieces                                                                                    | Carole Eastman (forgatókönyv)Eastman és Bob Rafelson (sztori) | [ 48 ] |
| 1971 (44. gála)                                       |                                            | |                                                               |        |
| A kórház                                              | The Hospital                               | Paddy Chayefsky                                                                                     | [ 49 ]                                                        |        |
| Átkozott vasárnap                                     | Sunday Bloody Sunday                       | Penelope Gilliatt                                                                                   | [ 49 ]                                                        |        |
| Kamaszkorom legszebb nyara                            | Summer of ’42                              | Herman Raucher                                                                                      | [ 49 ]                                                        |        |
| Klute                                                 | Klute                                      | Andy és David Lewis                                                                                 | [ 49 ]                                                        |        |
| Vizsgálat egy minden gyanú felett álló polgár ügyében | Investigation of a Citizen Above Suspicion | Elio Petri és Ugo Pirro                                                                             | [ 49 ]                                                        |        |
| 1972 (45. gála)                                       |                                            | |                                                               |        |
| A jelölt                                              | The Candidate                              | Jeremy Larner                                                                                       | [ 50 ]                                                        |        |
| A burzsoázia diszkrét bája                            | Le charme discret de la bourgeoisie        | Luis Buñuel (forgatókönyv és sztori)Jean-Claude Carrière (közreműködő)                              | [ 50 ]                                                        |        |
| A fiatal Churchill                                    | Young Winston                              | Carl Foreman                                                                                        | [ 50 ]                                                        |        |
| A Lady bluest énekel                                  | Lady Sings the Blues                       | Chris Clark, Suzanne de Passe és Terrence McCloy                                                    | [ 50 ]                                                        |        |
| Szívzörej                                             | Le souffle au cœur                         | Louis Malle                                                                                         | [ 50 ]                                                        |        |
| 1973 (46. gála)                                       |                                            | |                                                               |        |
| A nagy balhé                                          | The Sting                                  | David S. Ward                                                                                       | [ 51 ]                                                        |        |
| American Graffiti                                     | American Graffiti                          | Willard Huyck, George Lucas és Gloria Katz                                                          | [ 51 ]                                                        |        |
| Egy kis előkelőség                                    | A Touch of Class                           | Melvin Frank és Jack Rose                                                                           | [ 51 ]                                                        |        |
| Mentsük meg a tigrist!                                | Save the Tiger                             | Steve Shagan                                                                                        | [ 51 ]                                                        |        |
| Suttogások és sikolyok                                | Viskningar och rop                         | Ingmar Bergman                                                                                      | [ 51 ]                                                        |        |
| 1974 (47. gála)                                       |                                            | |                                                               |        |
| Kínai negyed                                          | Chinatown                                  | Robert Towne                                                                                        | [ 52 ]                                                        |        |
| Alice már nem lakik itt                               | Alice Doesn't Live Here Anymore            | Robert Getchell                                                                                     | [ 52 ]                                                        |        |
| Amerikai éjszaka                                      | La Nuit américaine                         | Jean-Louis Richard, Suzanne Schiffman és François Truffaut                                          | [ 52 ]                                                        |        |
| A macskás öregúr                                      | Harry and Tonto                            | Josh Greenfeld és Paul Mazursky                                                                     | [ 52 ]                                                        |        |
| Magánbeszélgetés                                      | The Conversation                           | Francis Ford Coppola                                                                                | [ 52 ]                                                        |        |
| 1975 (48. gála)                                       |                                            | |                                                               |        |
| Kánikulai délután                                     | Dog Day Afternoon                          | Frank Pierson                                                                                       | [ 53 ]                                                        |        |
| Ahogy én láttam                                       | Lies My Father Told Me                     | Ted Allan                                                                                           | [ 53 ]                                                        |        |
| Amarcord                                              | Amarcord                                   | Federico Fellini és Tonino Guerra                                                                   | [ 53 ]                                                        |        |
| Egy egész élet                                        | Toute une vie                              | Claude LeLouch és Pierre Uytterhoeven                                                               | [ 53 ]                                                        |        |
| Sampon                                                | Shampoo                                    | Robert Towne és Warren Beatty                                                                       | [ 53 ]                                                        |        |
| 1976 (49. gála)                                       |                                            | |                                                               |        |
| Hálózat                                               | Network                                    | Paddy Chayefsky                                                                                     | [ 54 ]                                                        |        |
| A jónevű senki, avagy a stróman                       | The Front                                  | Walter Bernstein                                                                                    | [ 54 ]                                                        |        |
| Rocky                                                 | Rocky                                      | Sylvester Stallone                                                                                  | [ 54 ]                                                        |        |
| Sógorok, sógornők                                     | Cousin, Cousine                            | Jean-Charles Tacchella (forgatókönyv és sztori)Daniele Thompson (adaptáció)                         | [ 54 ]                                                        |        |
| Világszép Pasqualino                                  | Pasqualino Settebellezze                   | Lina Wertmüller                                                                                     | [ 54 ]                                                        |        |
| 1977 (50. gála)                                       |                                            | |                                                               |        |
| Annie Hall                                            | Annie Hall                                 | Woody Allen és Marshall Brickman                                                                    | [ 55 ]                                                        |        |
| Fordulópont                                           | The Turning Point                          | Arthur Laurents                                                                                     | [ 55 ]                                                        |        |
| Hölgyem, Isten áldja!                                 | The Goodbye Girl                           | Neil Simon                                                                                          | [ 55 ]                                                        |        |
| Star Wars IV. rész – Egy új remény                    | Star Wars                                  | George Lucas                                                                                        | [ 55 ]                                                        |        |
|                                                       | The Late Show                              | Robert Benton                                                                                       | [ 55 ]                                                        |        |
| 1978 (51. gála)                                       |                                            | |                                                               |        |
| Hazatérés                                             | Coming Home                                | Robert C. Jones és Waldo Salt (forgatókönyv)Nancy Dowd (sztori)                                     | [ 56 ]                                                        |        |
| Asszony férj nélkül                                   | An Unmarried Woman                         | Paul Mazursky                                                                                       | [ 56 ]                                                        |        |
| Őszi szonáta                                          | Höstsonaten                                | Ingmar Bergman                                                                                      | [ 56 ]                                                        |        |
| A szarvasvadász                                       | The Deer Hunter                            | Deric Washburn (forgatókönyv)Michael Cimino, Louis Garfinkle, Quinn K. Redeker és Washburn (sztori) | [ 56 ]                                                        |        |
| Vívódások                                             | Interiors                                  | Woody Allen                                                                                         | [ 56 ]                                                        |        |
| 1979 (52. gála)                                       |                                            | | [ 56 ]                                                        |        |
| Az utolsó gyönyörű nyár                               | Breaking Away                              | Steve Tesich                                                                                        | [ 57 ]                                                        |        |
| Az igazság mindenkié                                  | …And Justice for All.                      | Valerie Curtin és Barry Levinson                                                                    | [ 57 ]                                                        |        |
| Kína-szindróma                                        | The China Syndrome                         | James Bridges, T.S. Cook és Mike Gray                                                               | [ 57 ]                                                        |        |
| Manhattan                                             | Manhattan                                  | Woody Allen és Marshall Brickman                                                                    | [ 57 ]                                                        |        |
| Mindhalálig zene                                      | All That Jazz                              | Robert Alan Aurthur és Bob Fosse                                                                    | [ 57 ]                                                        |        |

### 1980-as évek
| Év                        | Magyar cím                 | Eredeti cím                                                                                       | Forgatókönyvíró(k)                                          | Ref.   |
| 1980 (53. gála)           |                            |                                                                                                   |                                                             |        |
| ------------------------- | -------------------------- | ------------------------------------------------------------------------------------------------- | ----------------------------------------------------------- | ------ |
| 1980 (53. gála)           | Melvin és Howard           | Melvin and Howard                                                                                 | Bo Goldman                                                  | [ 58 ] |
| 1980 (53. gála)           | Amerikai nagybácsim        | Mon oncle d'Amérique                                                                              | Jean Gruault és Henri Laborit                               | [ 58 ] |
| 1980 (53. gála)           | Benjamin közlegény         | Private Benjamin                                                                                  | Nancy Meyers, Harvey Miller és Charles Shyer                | [ 58 ] |
| 1980 (53. gála)           | Bilincs                    | Brubaker                                                                                          | W. D. Richter (forgatókönyv)Richter és Arthur Ross (sztori) | [ 58 ] |
| 1980 (53. gála)           | Hírnév                     | Fame                                                                                              | Christopher Gore                                            | [ 58 ] |
| 1981 (54. gála)           |                            |                                                                                                   |                                                             |        |
| Tűzszekerek               | Chariots of Fire           | Colin Welland                                                                                     | [ 59 ]                                                      |        |
| Arthur                    | Arthur                     | Steve Gordon                                                                                      | [ 59 ]                                                      |        |
| Atlantic City             | Atlantic City              | John Guare                                                                                        | [ 59 ]                                                      |        |
| A szenzáció áldozata      | Absence of Malice          | Kurt Luedtke                                                                                      | [ 59 ]                                                      |        |
| Vörösök                   | Reds                       | Trevor Griffiths és Warren Beatty                                                                 | [ 59 ]                                                      |        |
| 1982 (55. gála)           |                            |                                                                                                   |                                                             |        |
| Gandhi                    | Gandhi                     | John Briley                                                                                       | [ 60 ]                                                      |        |
| Aranyoskám                | Tootsie                    | Larry Gelbart és Murray Schisgal (forgatókönyv)Gelbart és Don McGuire (sztori)                    | [ 60 ]                                                      |        |
| E. T., a földönkívüli     | E.T. the Extra-Terrestrial | Melissa Mathison                                                                                  | [ 60 ]                                                      |        |
| Az étkezde                | Diner                      | Barry Levinson                                                                                    | [ 60 ]                                                      |        |
| Garni-zóna                | An Officer and a Gentleman | Douglas Day Stewart                                                                               | [ 60 ]                                                      |        |
| 1983 (56. gála)           |                            |                                                                                                   |                                                             |        |
| Az Úr kegyelméből         | Tender Mercies             | Horton Foote                                                                                      | [ 61 ]                                                      |        |
| Fanny és Alexander        | Fanny and Alexander        | Ingmar Bergman                                                                                    | [ 61 ]                                                      |        |
| Háborús játékok           | WarGames                   | Lawrence Lasker és Walter F. Parkes                                                               | [ 61 ]                                                      |        |
| A nagy borzongás          | The Big Chill              | Barbara Benedek és Lawrence Kasdan                                                                | [ 61 ]                                                      |        |
| Silkwood                  | Silkwood                   | Alice Arlen és Nora Ephron                                                                        | [ 61 ]                                                      |        |
| 1984 (57. gála)           |                            |                                                                                                   |                                                             |        |
| Hely a szívemben          | Places in the Heart        | Robert Benton                                                                                     | [ 62 ]                                                      |        |
| Beverly Hills-i zsaru     | Beverly Hills Cop          | Daniel Petrie, Jr. (forgatókönyv)Danilo Bach és Petrie (sztori)                                   | [ 62 ]                                                      |        |
| Broadway Danny Rose       | Broadway Danny Rose        | Woody Allen                                                                                       | [ 62 ]                                                      |        |
| Csobbanás                 | Splash                     | Bruce Jay Friedman, Lowell Ganz és Babaloo Mandel (forgatókönyv)Friedman és Brian Grazer (sztori) | [ 62 ]                                                      |        |
| Észak                     | El Norte                   | Gregory Nava és Anna Thomas                                                                       | [ 62 ]                                                      |        |
| 1985 (58. gála)           |                            |                                                                                                   |                                                             |        |
| A kis szemtanú            | Witness                    | William Kelley és Earl W. Wallace (forgatókönyv)Kelley, E. Wallace és Pamela Wallace (sztori)     | [ 63 ]                                                      |        |
| Brazil                    | Brazil                     | Terry Gilliam, Charles McKeown és Tom Stoppard                                                    | [ 63 ]                                                      |        |
| A hivatalos változat      | The Official Story         | Aida Bortnik és Luis Puenzo                                                                       | [ 63 ]                                                      |        |
| Kairó bíbor rózsája       | The Purple Rose of Cairo   | Woody Allen                                                                                       | [ 63 ]                                                      |        |
| Vissza a jövőbe           | Back to the Future         | Bob Gale és Robert Zemeckis                                                                       | [ 63 ]                                                      |        |
| 1986 (59. gála)           |                            |                                                                                                   |                                                             |        |
| Hannah és nővérei         | Hannah and Her Sisters     | Woody Allen                                                                                       | [ 64 ]                                                      |        |
| Az én szép kis mosodám    | My Beautiful Laundrette    | Hanif Kureishi                                                                                    | [ 64 ]                                                      |        |
| Krokodil Dundee           | Crocodile Dundee           | John Cornell, Paul Hogan és Ken Shadie (forgatókönyv)Hogan (sztori)                               | [ 64 ]                                                      |        |
| Salvador                  | Salvador                   | Richard Boyle és Oliver Stone                                                                     | [ 64 ]                                                      |        |
| A szakasz                 | Platoon                    | Oliver Stone                                                                                      | [ 64 ]                                                      |        |
| 1987 (60. gála)           |                            |                                                                                                   |                                                             |        |
| Holdkórosok               | Moonstruck                 | John Patrick Shanley                                                                              | [ 65 ]                                                      |        |
| A híradó sztárjai         | Broadcast News             | James L. Brooks                                                                                   | [ 65 ]                                                      |        |
| A rádió aranykora         | Radio Days                 | Woody Allen                                                                                       | [ 65 ]                                                      |        |
| Remény és dicsőség        | Hope and Glory             | John Boorman                                                                                      | [ 65 ]                                                      |        |
| Viszontlátásra, gyerekek! | Au revoir les enfants      | Louis Malle                                                                                       | [ 65 ]                                                      |        |
| 1988 (61. gála)           |                            |                                                                                                   |                                                             |        |
| Esőember                  | Rain Man                   | Ronald Bass és Barry Morrow (forgatókönyv)Morrow (sztori)                                         | [ 66 ]                                                      |        |
| Baseball bikák            | Bull Durham                | Ron Shelton                                                                                       | [ 66 ]                                                      |        |
| A hal neve: Wanda         | A Fish Called Wanda        | John Cleese (forgatókönyv)Cleese és Charles Crichton (sztori)                                     | [ 66 ]                                                      |        |
| Segítség, felnőttem!      | Big                        | Gary Ross és Anne Spielberg                                                                       | [ 66 ]                                                      |        |
| Üresjárat                 | Running on Empty           | Naomi Foner Gyllenhaal                                                                            | [ 66 ]                                                      |        |
| 1989 (62. gála)           |                            |                                                                                                   |                                                             |        |
| Holt költők társasága     | Dead Poets Society         | Tom Schulman                                                                                      | [ 67 ]                                                      |        |
| Bűnök és Vétkek           | Crimes and Misdemeanors    | Woody Allen                                                                                       | [ 67 ]                                                      |        |
| Harry és Sally            | When Harry Met Sally…      | Nora Ephron                                                                                       | [ 67 ]                                                      |        |
| Szemet szemért            | Do the Right Thing         | Spike Lee                                                                                         | [ 67 ]                                                      |        |
| Szex, hazugság, videó     | Sex, Lies, and Videotape   | Steven Soderbergh                                                                                 | [ 67 ]                                                      |        |

### 1990-es évek
| Év                                    | Magyar cím                  | Eredeti cím | Forgatókönyvíró(k) | Ref.   |
| 1990 (63. gála)                       |                             | |                    |        |
| ------------------------------------- | --------------------------- | --- | ------------------ | ------ |
| 1990 (63. gála)                       | Ghost                       | Ghost | Bruce Rubin        | [ 68 ] |
| 1990 (63. gála)                       | Alice                       | Alice | Woody Allen        | [ 68 ] |
| 1990 (63. gála)                       | Avalon                      | Avalon | Barry Levinson     | [ 68 ] |
| 1990 (63. gála)                       | Metropolitan                | Metropolitan | Whit Stillman      | [ 68 ] |
| 1990 (63. gála)                       | Zöld kártya                 | Green Card | Peter Weir         | [ 68 ] |
| 1991 (64. gála)                       |                             | |                    |        |
| Thelma és Louise                      | Thelma & Louise             | Callie Khouri | [ 69 ]             |        |
| Bugsy                                 | Bugsy                       | James Toback | [ 69 ]             |        |
| Fekete vidék                          | Boyz n the Hood             | John Singleton | [ 69 ]             |        |
| Grand Canyon                          | Grand Canyon                | Lawrence és Meg Kasdan | [ 69 ]             |        |
| A halászkirály legendája              | The Fisher King             | Richard LaGravenese | [ 69 ]             |        |
| 1992 (65. gála)                       |                             | |                    |        |
| Síró játék                            | The Crying Game             | Neil Jordan | [ 70 ]             |        |
| Férjek és feleségek                   | Husbands and Wives          | Woody Allen | [ 70 ]             |        |
| Lorenzo olaja                         | Lorenzo's Oil               | Nick Enright és George Miller | [ 70 ]             |        |
| Nincs bocsánat                        | Unforgiven                  | David Peoples | [ 70 ]             |        |
| Szerelem-hal                          | Passion Fish                | John Sayles | [ 70 ]             |        |
| 1993 (66. gála)                       |                             | |                    |        |
| Zongoralecke                          | The Piano                   | Jane Campion | [ 71 ]             |        |
| Célkeresztben                         | In the Line of Fire         | Jeff Maguire | [ 71 ]             |        |
| Dave                                  | Dave                        | Gary Ross | [ 71 ]             |        |
| Philadelphia – Az érinthetetlen       | Philadelphia                | Ron Nyswaner | [ 71 ]             |        |
| A szerelem hullámhosszán              | Sleepless in Seattle        | Jeff Arch, Nora Ephron és David S. Ward (forgatókönyv)Arch (sztori)                                                               | [ 71 ]             |        |
| 1994 (67. gála)                       |                             | |                    |        |
| Ponyvaregény                          | Pulp Fiction                | Quentin Tarantino (forgatókönyv)Roger Avary és Tarantino (sztori)                                                                 | [ 72 ]             |        |
| Három szín: vörös                     | Trois couleurs: Rouge       | Krzysztof Kieślowski és Krzysztof Piesiewicz                                                                                      | [ 72 ]             |        |
| Lövések a Broadwayn                   | Bullets over Broadway       | Woody Allen és Douglas McGrath | [ 72 ]             |        |
| Mennyei teremtmények                  | Heavenly Creatures          | Peter Jackson és Fran Walsh | [ 72 ]             |        |
| Négy esküvő és egy temetés            | Four Weddings and a Funeral | Richard Curtis | [ 72 ]             |        |
| 1995 (68. gála)                       |                             | |                    |        |
| Közönséges bűnözők                    | The Usual Suspects          | Christopher McQuarrie | [ 73 ]             |        |
| Hatalmas Aphrodité                    | Mighty Aphrodite            | Woody Allen | [ 73 ]             |        |
| Nixon                                 | Nixon                       | Stephen J. Rivele, Oliver Stone és Christopher Wilkinson                                                                          | [ 73 ]             |        |
| A rettenthetetlen                     | Braveheart                  | Randall Wallace | [ 73 ]             |        |
| Toy Story – Játékháború               | Toy Story                   | Joel Cohen, Alec Sokolow, Andrew Stanton és Joss Whedon (forgatókönyv) Peter Docter, John Lasseter, Joe Ranft és Stanton (sztori) | [ 73 ]             |        |
| 1996 (69. gála)                       |                             | |                    |        |
| Fargo                                 | Fargo                       | Ethan és Joel Coen | [ 74 ]             |        |
| Jerry Maguire – A nagy hátraarc       | Jerry Maguire               | Cameron Crowe | [ 74 ]             |        |
| Lone Star – Ahol a legendák születnek | Lone Star                   | John Sayles | [ 74 ]             |        |
| Ragyogj!                              | Shine                       | Jan Sardi (forgatókönyv)Scott Hicks (sztori)                                                                                      | [ 74 ]             |        |
| Titkok és hazugságok                  | Secrets & Lies              | Mike Leigh | [ 74 ]             |        |
| 1997 (70. gála)                       |                             | |                    |        |
| Good Will Hunting                     | Good Will Hunting           | Ben Affleck és Matt Damon | [ 75 ]             |        |
| Agyament Harry                        | Deconstructing Harry        | Woody Allen | [ 75 ]             |        |
| Alul semmi                            | The Full Monty              | Simon Beaufoy | [ 75 ]             |        |
| Boogie Nights                         | Boogie Nights               | Paul Thomas Anderson | [ 75 ]             |        |
| Lesz ez még így se!                   | As Good as It Gets          | Mark Andrus és James L. Brooks (forgatókönyv)Andrus (sztori)                                                                      | [ 75 ]             |        |
| 1998 (71. gála)                       |                             | |                    |        |
| Szerelmes Shakespeare                 | Shakespeare in Love         | Marc Norman és Tom Stoppard | [ 76 ]             |        |
| Bulworth – Nyomd a sódert!            | Bulworth                    | Warren Beatty és Jeremy Pikser (forgatókönyv)Beatty (sztori)                                                                      | [ 76 ]             |        |
| Az élet szép                          | La vita è bella             | Roberto Benigni és Vincenzo Cerami                                                                                                | [ 76 ]             |        |
| Ryan közlegény megmentése             | Saving Private Ryan         | Robert Rodat | [ 76 ]             |        |
| Truman Show                           | The Truman Show             | Andrew Niccol | [ 76 ]             |        |
| 1999 (72. gála)                       |                             | |                    |        |
| Amerikai szépség                      | American Beauty             | Alan Ball | [ 77 ]             |        |
| Hatodik érzék                         | The Sixth Sense             | M. Night Shyamalan | [ 77 ]             |        |
| A John Malkovich menet                | Being John Malkovich        | Charlie Kaufman | [ 77 ]             |        |
| Magnólia                              | Magnolia                    | Paul Thomas Anderson | [ 77 ]             |        |
| Tingli-tangli                         | Topsy-Turvy                 | Mike Leigh | [ 77 ]             |        |

### 2000-es évek
| Év                                 | Magyar cím                            | Eredeti cím                                                                         | Forgatókönyvíró(k)                                                              | Ref.   |
| 2000 (73. gála)                    |                                       |                                                                                     |                                                                                 |        |
| ---------------------------------- | ------------------------------------- | ----------------------------------------------------------------------------------- | ------------------------------------------------------------------------------- | ------ |
| 2000 (73. gála)                    | Majdnem híres                         | Almost Famous                                                                       | Cameron Crowe                                                                   | [ 78 ] |
| 2000 (73. gála)                    | Billy Elliot                          | Billy Elliot                                                                        | Lee Hall                                                                        | [ 78 ] |
| 2000 (73. gála)                    | Erin Brockovich – Zűrös természet     | Erin Brockovich                                                                     | Susannah Grant                                                                  | [ 78 ] |
| 2000 (73. gála)                    | Gladiátor                             | Gladiator                                                                           | David Franzoni, John Logan és William Nicholson (forgatókönyv)Franzoni (sztori) | [ 78 ] |
| 2000 (73. gála)                    | Számíthatsz rám                       | You Can Count on Me                                                                 | Kenneth Lonergan                                                                | [ 78 ] |
| 2001 (74. gála)                    |                                       |                                                                                     |                                                                                 |        |
| Gosford Park                       | Gosford Park                          | Julian Fellowes                                                                     | [ 79 ]                                                                          |        |
| Amélie csodálatos élete            | Le Fabuleux Destin d'Amélie Poulain   | Jean-Pierre Jeunet és Guillaume Laurant (forgatókönyv)Laurant (dialógus)            | [ 79 ]                                                                          |        |
| Mementó                            | Memento                               | Christopher Nolan (forgatókönyv)Jonathan Nolan (sztori)                             | [ 79 ]                                                                          |        |
| Szörnyek keringője                 | Monster's Ball                        | Milo Addica és Will Rokos                                                           | [ 79 ]                                                                          |        |
| Tenenbaum, a háziátok              | The Royal Tenenbaums                  | Wes Anderson és Owen Wilson                                                         | [ 79 ]                                                                          |        |
| 2002 (75. gála)                    |                                       |                                                                                     |                                                                                 |        |
| Beszélj hozzá                      | Hable con ella                        | Pedro Almodóvar                                                                     | [ 80 ]                                                                          |        |
| Anyádat is                         | Y Tu Mamá También                     | Alfonso és Carlos Cuarón                                                            | [ 80 ]                                                                          |        |
| Bazi nagy görög lagzi              | My Big Fat Greek Wedding              | Nia Vardalos                                                                        | [ 80 ]                                                                          |        |
| New York bandái                    | Gangs of New York                     | Jay Cocks, Kenneth Lonergan és Steven Zaillian (forgatókönyv)Cocks (sztori)         | [ 80 ]                                                                          |        |
| Távol a mennyországtól             | Far from Heaven                       | Todd Haynes                                                                         | [ 80 ]                                                                          |        |
| 2003 (76. gála)                    |                                       |                                                                                     |                                                                                 |        |
| Elveszett jelentés                 | Lost in Translation                   | Sofia Coppola                                                                       | [ 81 ]                                                                          |        |
| Amerikában                         | In America                            | Jim, Kirsten és Naomi Sheridan                                                      | [ 81 ]                                                                          |        |
| Barbárok a kapuk előtt             | The Barbarian Invasions               | Denys Arcand                                                                        | [ 81 ]                                                                          |        |
| Gyönyörű mocsokságok               | Dirty Pretty Things                   | Steven Knight                                                                       | [ 81 ]                                                                          |        |
| Némó nyomában                      | Finding Nemo                          | Bob Peterson, David Reynolds és Andrew Stanton (forgatókönyv)Stanton (sztori)       | [ 81 ]                                                                          |        |
| 2004 (77. gála)                    |                                       |                                                                                     |                                                                                 |        |
| Egy makulátlan elme örök ragyogása | Eternal Sunshine of the Spotless Mind | Charlie Kaufman (forgatókönyv)Pierre Bismuth, Michel Gondry és Kaufman (sztori)     | [ 82 ]                                                                          |        |
| Aviátor                            | The Aviator                           | John Logan                                                                          | [ 82 ]                                                                          |        |
| A Hihetetlen család                | The Incredibles                       | Brad Bird                                                                           | [ 82 ]                                                                          |        |
| Hotel Ruanda                       | Hotel Rwanda                          | Terry George és Keir Pearson                                                        | [ 82 ]                                                                          |        |
| Vera Drake                         | Vera Drake                            | Mike Leigh                                                                          | [ 82 ]                                                                          |        |
| 2005 (78. gála)                    |                                       |                                                                                     |                                                                                 |        |
| Ütközések                          | Crash                                 | Paul Haggis és Robert Moresco (forgatókönyv)Haggis (sztori)                         | [ 83 ]                                                                          |        |
| Jó estét, jó szerencsét!           | Good Night, and Good Luck             | George Clooney és Grant Heslov                                                      | [ 83 ]                                                                          |        |
| Match Point                        | Match Point                           | Woody Allen                                                                         | [ 83 ]                                                                          |        |
| Sziriána                           | Syriana                               | Stephen Gaghan                                                                      | [ 83 ]                                                                          |        |
| A tintahal és a bálna              | The Squid and the Whale               | Noah Baumbach                                                                       | [ 83 ]                                                                          |        |
| 2006 (79. gála)                    |                                       |                                                                                     |                                                                                 |        |
| A család kicsi kincse              | Little Miss Sunshine                  | Michael Arndt                                                                       | [ 84 ]                                                                          |        |
| Bábel                              | Babel                                 | Guillermo Arriga                                                                    | [ 84 ]                                                                          |        |
| A faun labirintusa                 | El Laberinto Del Fauno                | Guillermo del Toro                                                                  | [ 84 ]                                                                          |        |
| A királynő                         | The Queen                             | Peter Morgan                                                                        | [ 84 ]                                                                          |        |
| Levelek Ivo Dzsimáról              | Letters from Iwo Jima                 | Iris Yamashita (forgatókönyv)Paul Haggis és Yamashita (sztori)                      | [ 84 ]                                                                          |        |
| 2007 (80. gála)                    |                                       |                                                                                     |                                                                                 |        |
| Juno                               | Juno                                  | Diablo Cody                                                                         | [ 85 ]                                                                          |        |
| Apu vad napjai                     | The Savages                           | Tamara Jenkins                                                                      | [ 85 ]                                                                          |        |
| L’ecsó                             | Ratatouille                           | Brad Bird (forgatókönyv)Bird, Jim Capobianco és Jan Pinkava (sztori)                | [ 85 ]                                                                          |        |
| Michael Clayton                    | Michael Clayton                       | Tony Gilroy                                                                         | [ 85 ]                                                                          |        |
| Plasztik szerelem                  | Lars and the Real Girl                | Nancy Oliver                                                                        | [ 85 ]                                                                          |        |
| 2008 (81. gála)                    |                                       |                                                                                     |                                                                                 |        |
| Milk                               | Milk                                  | Dustin Lance Black                                                                  | [ 86 ]                                                                          |        |
| A befagyott folyó                  | Frozen River                          | Courtney Hunt                                                                       | [ 86 ]                                                                          |        |
| Erőszakik                          | In Bruges                             | Martin McDonagh                                                                     | [ 86 ]                                                                          |        |
| Hajrá, boldogság!                  | Happy-Go-Lucky                        | Mike Leigh                                                                          | [ 86 ]                                                                          |        |
| WALL·E                             | WALL-E                                | Jim Reardon és Andrew Stanton (forgatókönyv)Pete Docter és Stanton (sztori)         | [ 86 ]                                                                          |        |
| 2009 (82. gála)                    |                                       |                                                                                     |                                                                                 |        |
| A bombák földjén                   | The Hurt Locker                       | Mark Boal                                                                           | [ 87 ]                                                                          |        |
| Becstelen brigantyk                | Inglourious Basterds                  | Quentin Tarantino                                                                   | [ 87 ]                                                                          |        |
| Egy komoly ember                   | A Serious Man                         | Joel és Ethan Coen                                                                  | [ 87 ]                                                                          |        |
| Fel                                | Up                                    | Pete Docter és Bob Peterson (forgatókönyv)Docter, Peterson és Tom McCarthy (sztori) | [ 87 ]                                                                          |        |
| A harcmező hírnökei                | The Messenger                         | Alessandro Camon és Oren Moverman                                                   | [ 87 ]                                                                          |        |

### 2010-es évek
| Év                                       | Magyar cím                                      | Eredeti cím                                                                                        | Forgatókönyvíró(k)                                                                                   | Ref.   |
| 2010 (83. gála)                          |                                                 | | |        |
| ---------------------------------------- | ----------------------------------------------- | -------------------------------------------------------------------------------------------------- | --- | ------ |
| 2010 (83. gála)                          | A király beszéde                                | The King's Speech                                                                                  | David Seidler                                                                                        | [ 88 ] |
| 2010 (83. gála)                          | Eredet                                          | Inception                                                                                          | Christopher Nolan                                                                                    | [ 88 ] |
| 2010 (83. gála)                          | A gyerekek jól vannak                           | The Kids Are All Right                                                                             | Lisa Cholodenko és Stuart Blumberg                                                                   | [ 88 ] |
| 2010 (83. gála)                          | A harcos                                        | The Fighter                                                                                        | Eric Johnson, Scott Silver és Paul Tamasy (forgatókönyv)Keith Dorrington, Johnson és Tamasy (sztori) | [ 88 ] |
| 2010 (83. gála)                          | Még egy év                                      | Another Year                                                                                       | Mike Leigh                                                                                           | [ 88 ] |
| 2011 (84. gála)                          |                                                 | | |        |
| Éjfélkor Párizsban                       | Midnight in Paris                               | Woody Allen                                                                                        | [ 89 ]                                                                                               |        |
| Koszorúslányok                           | Bridesmaids                                     | Annie Mumolo és Kristen Wiig                                                                       | [ 89 ]                                                                                               |        |
| Krízispont                               | Margin Call                                     | J. C. Chandor                                                                                      | [ 89 ]                                                                                               |        |
| Nader és Simin – Egy elválás története   | A Separation                                    | Aszhar Farhadi                                                                                     | [ 89 ]                                                                                               |        |
| The Artist – A némafilmes                | The Artist                                      | Michel Hazanavicius                                                                                | [ 89 ]                                                                                               |        |
| 2012 (85. gála)                          |                                                 | | |        |
| Django elszabadul                        | Django Unchained                                | Quentin Tarantino                                                                                  | [ 90 ]                                                                                               |        |
| Holdfény királyság                       | Moonrise Kingdom                                | Wes Anderson és Roman Coppola                                                                      | [ 90 ]                                                                                               |        |
| Kényszerleszállás                        | Flight                                          | John Gatins                                                                                        | [ 90 ]                                                                                               |        |
| Szerelem                                 | Amour                                           | Michael Haneke                                                                                     | [ 90 ]                                                                                               |        |
| Zero Dark Thirty – A Bin Láden hajsza    | Zero Dark Thirty                                | Mark Boal                                                                                          | [ 90 ]                                                                                               |        |
| 2013 (86. gála)                          |                                                 | | |        |
| A nő                                     | Her                                             | Spike Jonze                                                                                        | [ 91 ]                                                                                               |        |
| Amerikai botrány                         | American Hustle                                 | Eric Warren Singer és David O. Russell                                                             | [ 91 ]                                                                                               |        |
| Blue Jasmine                             | Blue Jasmine                                    | Woody Allen                                                                                        | [ 91 ]                                                                                               |        |
| Mielőtt meghaltam                        | Dallas Buyers Club                              | Craig Borten és Melisa Wallack                                                                     | [ 91 ]                                                                                               |        |
| Nebraska                                 | Nebraska                                        | Bob Nelson                                                                                         | [ 91 ]                                                                                               |        |
| 2014 (87. gála)                          |                                                 | | |        |
| Birdman avagy (A mellőzés meglepő ereje) | Birdman or (The Unexpected Virtue of Ignorance) | Armando Bo, Alexander Dinelaris, Jr., Nicolás Giacobone és Alejandro González Iñárritu             | [ 92 ]                                                                                               |        |
| Éjjeli féreg                             | Nightcrawler                                    | Dan Gilroy                                                                                         | [ 92 ]                                                                                               |        |
| Foxcatcher                               | Foxcatcher                                      | E. Max Frye és Dan Futterman                                                                       | [ 92 ]                                                                                               |        |
| A Grand Budapest Hotel                   | The Grand Budapest Hotel                        | Wes Anderson (forgatókönyv)Anderson és Hugo Guinness (sztori)                                      | [ 92 ]                                                                                               |        |
| Sráckor                                  | Boyhood                                         | Richard Linklater                                                                                  | [ 92 ]                                                                                               |        |
| 2015 (88. gála)                          |                                                 | | |        |
| Spotlight – Egy nyomozás részletei       | Spotlight                                       | Josh Singer és Tom McCarthy                                                                        | [ 93 ]                                                                                               |        |
| Agymanók                                 | Inside Out                                      | Josh Cooley, Pete Docter és Meg LeFauve (forgatókönyv) Ronnie del Carmen és Docter (sztori)        | [ 93 ]                                                                                               |        |
| Egyenesen Comptonból                     | Straight Outta Compton                          | Andrea Berloff és Jonathan Herman (forgatókönyv) Berloff, S. Leigh Savidge és Alan Wenkus (sztori) | [ 93 ]                                                                                               |        |
| Ex Machina                               | Ex Machina                                      | Alex Garland                                                                                       | [ 93 ]                                                                                               |        |
| Kémek hídja                              | Bridge of Spies                                 | Matt Charman és Coen testvérek                                                                     | [ 93 ]                                                                                               |        |
| 2016 (89. gála)                          |                                                 | | |        |
| A régi város                             | Manchester by the Sea                           | Kenneth Lonergan                                                                                   | [ 94 ]                                                                                               |        |
| A homár                                  | The Lobster                                     | Efthymis Filippou és Jórgosz Lánthimosz                                                            | [ 94 ]                                                                                               |        |
| Huszadik századi nők                     | 20th Century Women                              | Mike Mills                                                                                         | [ 94 ]                                                                                               |        |
| Kaliforniai álom                         | La La Land                                      | Damien Chazelle                                                                                    | [ 94 ]                                                                                               |        |
| A préri urai                             | Hell or High Water                              | Taylor Sheridan                                                                                    | [ 94 ]                                                                                               |        |
| 2017 (90. gála)                          |                                                 | | |        |
| Tűnj el!                                 | Get Out                                         | Jordan Peele                                                                                       | [ 95 ]                                                                                               |        |
| Három óriásplakát Ebbing határában       | Three Billboards Outside Ebbing, Missouri       | Martin McDonagh                                                                                    | [ 95 ]                                                                                               |        |
| Lady Bird                                | Lady Bird                                       | Greta Gerwig                                                                                       | [ 95 ]                                                                                               |        |
| Rögtönzött szerelem                      | The Big Sick                                    | Emily V. Gordon és Kumail Nanjiani                                                                 | [ 95 ]                                                                                               |        |
| A víz érintése                           | The Shape of Water                              | Guillermo del Toro és Vanessa Taylor (forgatókönyv)del Toro (sztori)                               | [ 95 ]                                                                                               |        |
| 2018 (91. gála)                          |                                                 | | |        |
| Zöld könyv – Útmutató az élethez         | Green Book                                      | Brian Currie, Peter Farrelly és Nick Vallelonga                                                    | [ 96 ]                                                                                               |        |
| Alelnök                                  | Vice                                            | Adam McKay                                                                                         | [ 96 ]                                                                                               |        |
| A hitehagyott                            | First Reformed                                  | Paul Schrader                                                                                      | [ 96 ]                                                                                               |        |
| A kedvenc                                | The Favourite                                   | Deborah Davis és Tony McNamara                                                                     | [ 96 ]                                                                                               |        |
| Roma                                     | Roma                                            | Alfonso Cuarón                                                                                     | [ 96 ]                                                                                               |        |
| 2019 (92. gála)                          |                                                 | | |        |
| Élősködők                                | Parasite                                        | Pong Dzsunho (Bong Joon-ho) és Han Dzsinvon (Han Jin-won) (forgatókönyv)Pong (Bong) (sztori)       | [ 97 ]                                                                                               |        |
| 1917                                     | 1917                                            | Sam Mendes és Krysty Wilson-Cairns                                                                 | [ 97 ]                                                                                               |        |
| Házassági történet                       | Marriage Story                                  | Noah Baumbach                                                                                      | [ 97 ]                                                                                               |        |
| Tőrbe ejtve                              | Knives Out                                      | Rian Johnson                                                                                       | [ 97 ]                                                                                               |        |
| Volt egyszer egy Hollywood               | Once Upon a Time in Hollywood                   | Quentin Tarantino                                                                                  | [ 97 ]                                                                                               |        |

### 2020-as évek
| Év                           | Magyar cím                        | Eredeti cím                                              | Forgatókönyvíró(k)                                                                        | Ref.   |
| 2020/21 (93. gála)           |                                   |                                                          |                                                                                           |        |
| ---------------------------- | --------------------------------- | -------------------------------------------------------- | ----------------------------------------------------------------------------------------- | ------ |
| 2020/21 (93. gála)           | Ígéretes fiatal nő                | Promising Young Woman                                    | Emerald Fennell                                                                           | [ 99 ] |
| 2020/21 (93. gála)           | Júdás és a Fekete Messiás         | Judas and the Black Messiah                              | Will Berson és Shaka King (forgatókönyv)Berson, King, Keith Lucas és Kenny Lucas (sztori) | [ 99 ] |
| 2020/21 (93. gála)           | Minari – A családom története     | Minari                                                   | Lee Isaac Chung                                                                           | [ 99 ] |
| 2020/21 (93. gála)           | A metál csendje                   | Sound of Metal                                           | Abraham Marder és Darius Marder (forgatókönyv)Derek Cianfrance és D. Marder (sztori)      | [ 99 ] |
| 2020/21 (93. gála)           | A chicagói 7-ek tárgyalása        | The Trial of the Chicago 7                               | Aaron Sorkin                                                                              | [ 99 ] |
| 2021 (94. gála)              |                                   |                                                          |                                                                                           |        |
| Belfast                      | Belfast                           | Kenneth Branagh                                          | [ 100 ]                                                                                   |        |
| Licorice Pizza               | Licorice Pizza                    | Paul Thomas Anderson                                     | [ 100 ]                                                                                   |        |
| Ne nézz fel!                 | Don't Look Up                     | Adam McKay (forgatókönyv)McKay és David Sirota (sztori)  | [ 100 ]                                                                                   |        |
| Richard király               | King Richard                      | Zach Baylin                                              | [ 100 ]                                                                                   |        |
| A világ legrosszabb embere   | The Worst Person in the World     | Eskil Vogt és Joachim Trier                              | [ 100 ]                                                                                   |        |
| 2022 (95. gála)              |                                   |                                                          |                                                                                           |        |
| Minden, mindenhol, mindenkor | Everything Everywhere All at Once | Daniel Kwan és Daniel Scheinert                          | [ 101 ]                                                                                   |        |
| A Fabelman család            | The Fabelmans                     | Tony Kushner és Steven Spielberg                         | [ 101 ]                                                                                   |        |
| A sziget szellemei           | The Banshees of Inisherin         | Martin McDonagh                                          | [ 101 ]                                                                                   |        |
| A szomorúság háromszöge      | Triangle of Sadness               | Ruben Östlund                                            | [ 101 ]                                                                                   |        |
| Tár                          | Tár                               | Todd Field                                               | [ 101 ]                                                                                   |        |
| 2023 (96. gála)              |                                   |                                                          |                                                                                           |        |
| Egy zuhanás anatómiája       | Anatomy of a Fall                 | Arthur Harari és Justine Triet                           | [ 102 ]                                                                                   |        |
| Egy botrány részletei        | May December                      | Samy Burch (forgatókönyv)Burch és Alex Mechanik (sztori) | [ 102 ]                                                                                   |        |
| Előző életek                 | Past Lives                        | Celine Song                                              | [ 102 ]                                                                                   |        |
| Maestro                      | Maestro                           | Bradley Cooper és Josh Singer                            | [ 102 ]                                                                                   |        |
| Téli szünet                  | The Holdovers                     | David Hemingson                                          | [ 102 ]                                                                                   |        |
| 2024 (97. gála)              |                                   |                                                          |                                                                                           |        |
| Anora                        | Anora                             | Sean Baker                                               | [ 103 ]                                                                                   |        |
| A brutalista                 | The Brutalist                     | Brady Corbet és Mona Fastvold                            | [ 103 ]                                                                                   |        |
| A szer                       | The Substance'                    | Coralie Fargeat                                          | [ 103 ]                                                                                   |        |
| Rokonszenvedés               | A Real Pain                       | Jesse Eisenberg                                          | [ 103 ]                                                                                   |        |
| Szeptember 5.                | September 5                       | Moritz Binder, Tim Fehlbaum és Alex David                | [ 103 ]                                                                                   |        |